# Българско училище „Св. св. Кирил и Методий“ (Барселона)
Българското училище „Св. св. Кирил и Методий“ е училище на българската общност в град Барселона, автономна област Каталония, Испания.

## История
Училището е открито на 27 септември 2009 г. Основано е от асоциация „Свети Георги“, която работи за приятелство и сътрудничество между България и Каталония, по инициатива на Стоянка Колева, която оттогава е и негова директорка. През 2013 г. то е включено в Списъка на българските неделни училища в чужбина. През учебната 2016/2017 г. е разкрит филиал на училището в град Мойет дел Вайес, в който се обучават българчета и деца от смесени бракове.